# Langenselbold
Langenselbold település Németországban, Hessen tartományban. Lakosainak száma 14 630 fő (2023. december 31.).

## Népesség
A település népességének változása:
| Lakosok száma | 13 944 | 13 979 | 14 421 | 14 608 | 14 630 |
|               | 2017   | 2019   | 2021   | 2022   | 2023   |